# Gennady Strakhov
Gennady Strakhov, né le 1er novembre 1944 à Moscou et mort le 30 décembre 2020 dans la même ville, est un lutteur soviétique pratiquant la lutte libre.

## Biographie
Gennady Strakhov débute la lutte en 1964 et intègre l'équipe d'URSS en 1969. Il est médaillé d'or dans la catégorie des moins de 90 kg aux Championnats d'Europe de lutte 1969 à Sofia, aux Championnats du monde de lutte 1970 à Edmonton, aux Championnats d'Europe de lutte 1972 à Katowice. Il remporte la médaille de bronze dans cette même catégorie lors des Jeux olympiques d'été de 1972 à Munich.
Il meurt de complications liées au Covid-19 à l'âge de 76 ans.